# Телесто (супутник)
Телесто (лат. Telesto, грец. Τελεστώ) — природний супутник Сатурна. Відкритий 8 квітня 1980 року Б. Смітом, Г. Рейтсема, С. М. Ларсоном і Дж. В. Фунтайном. Названий на честь Телесто з грецької міфології, доньки Океана і Тетії.
Супутники Телесто і Каліпсо називають супутниками-троянцями Тефії, оскільки вони рухаються по тій самій орбіті, що й Тефія. Телесто випереджає Тефію по орбіті на 60°, а Каліпсо відстає на 60°, це так звані точки Лагранжа.
Космічний апарат «Кассіні» наблизився до супутника 11 жовтня 2005 року. Отримані зображення показують, що поверхня Телесто рівна і майже не має кратерів.